# Casa Cyrus Rexford
La Casa Cyrus Rexford es una casa histórica ubicada en Rexford, condado de Saratoga, Nueva York . Consta de un bloque principal de tres pisos, de estilo Stick, construido en 1883, con un edificio trasero construido alrededor de 1850. También cuenta con un cobertizo trasero de una planta. El edificio principal tiene un tejado a cuatro aguas de gran pendiente con alero con ménsulas. La casa presenta una elaborada combinación de detalles decorativos y un esquema de pintura policromada. La propiedad también alberga la cochera y el granero con techo abuhardillado. Fue incluido en el Registro Nacional de Lugares Históricos en 2011. 